# Mörttjärnen (Kroppa socken, Värmland)
Mörttjärnen är en sjö i Storfors kommun i Värmland och ingår i Göta älvs huvudavrinningsområde. Sjön har en area på 0,147 kvadratkilometer och ligger 171 meter över havet.

## Delavrinningsområde
Mörttjärnen ingår i det delavrinningsområde (660859-141811) som SMHI kallar för Utloppet av Dammsjön. Medelhöjden är 210 meter över havet och ytan är 10,38 kvadratkilometer. Räknas de 2 avrinningsområdena uppströms in blir den ackumulerade arean 40,46 kvadratkilometer. Hättälven som avvattnar avrinningsområdet har biflödesordning 5, vilket innebär att vattnet flödar genom totalt 5 vattendrag innan det når havet efter 343 kilometer. Avrinningsområdet består mestadels av skog (75 procent). Avrinningsområdet har 0,95 kvadratkilometer vattenytor vilket ger det en sjöprocent på 9,1 procent.